# Lingua wallisiana
La lingua wallisiana (faka‘uvea), uveano, o uveano orientale (per distinzione dall'uveano occidentale sull'isola di Ouvéa), è una lingua polinesiana parlata in Nuova Caledonia e Wallis e Futuna, territori francesi in Oceania.

## Distribuzione geografica
La lingua wallisiana è originaria dell'isola di Wallis, il cui nome nativo è  ʻUvea, ma la maggioranza dei parlanti si trova a Numea, in Nuova Caledonia, dove viene anche insegnato.
Secondo l'edizione 2009 di Ethnologue, nel 2000 risultavano 19.400 locutori di wallisiano in Nuova Caledonia e 9.620 a Wallis e Futuna. La lingua è attestata anche alle Figi e a Vanuatu. Complessivamente, si stimano 29.800 locutori.

## Classificazione
Secondo l'edizione 2009 di Ethnologue, la classificazione completa è la seguente:
- Lingue austronesiane
  - Lingue maleo-polinesiache
    - Lingue maleo-polinesiache centro-orientali
      - Lingue maleo-polinesiache orientali
        - Lingue oceaniche
          - Lingue oceaniche remote
            - Lingue oceaniche centrali ed orientali
              - Lingue del Pacifico centrale
                - Lingue figiane orientali-polinesiane
                  - Lingue polinesiane
                    - Lingue polinesiane nucleari
                      - Lingue samoiche
                        - Lingue uveano orientale-niuafo’ou
                          - Lingua wallisiana

## Sistema di scrittura
La lingua viene scritta in alfabeto latino.